# Museo Correr

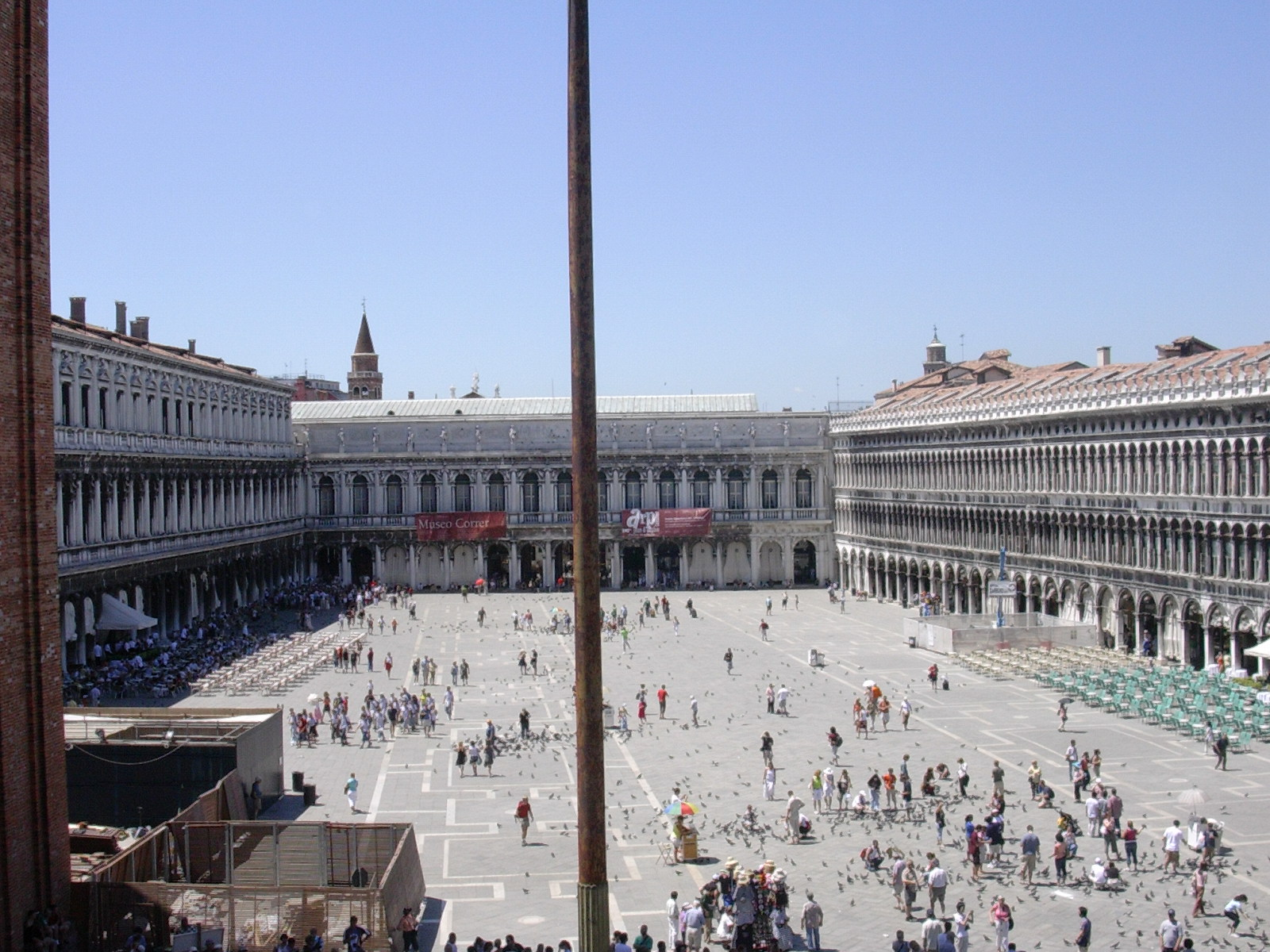
Het Museo Correr bij het San Marcoplein.

Het Museo Correr is een museum in Venetië gelegen aan het San Marcoplein.
Het museum heeft kunst, documenten, foto's en kaarten met betrekking tot de geschiedenis en het dagelijks leven van Venetië. In de Napoleon-vleugel, met een neoclassicistische decoratie, wordt een belangrijke collectie werken van Antonio Canova getoond.
Het museum organiseert ook tijdelijke tentoonstellingen van zowel oude als moderne kunst en ook over actuele thema's.